# 赵酉
赵酉（？—？），甘肃秦州人，清朝政治人物。曾于1750年接替朱霖任松江府知府一职，同年由蔡长沄接任。